# John Joseph O’Connor (Bischof, 1920)

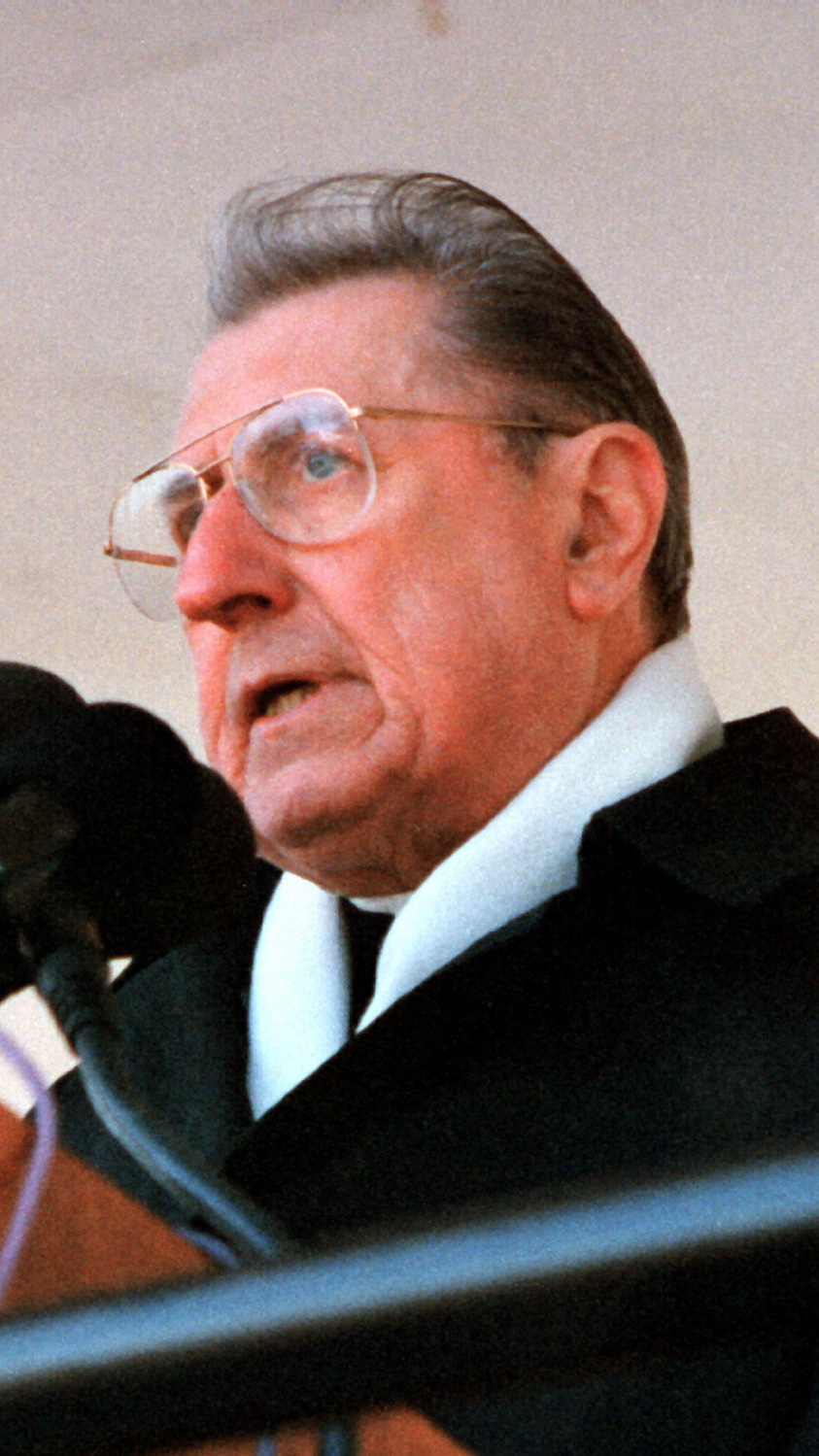
John Joseph Kardinal O’Connor (1993)

Kardinalswappen mit dem Wahlspruch There can be no love without justice

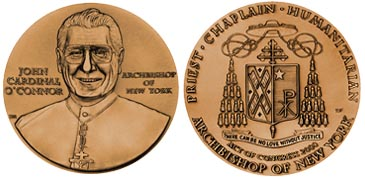
Congressional Gold Medal mit der Umschrift „Priester, Kaplan, Menschenfreund“

John Joseph Kardinal O’Connor (* 15. Januar 1920 in Philadelphia, Pennsylvania; † 3. Mai 2000 in New York) war ein US-amerikanischer römisch-katholischer Geistlicher und Erzbischof von New York sowie Kardinal der römisch-katholischen Kirche.

## Leben
John O’Connor wurde 1920 als viertes von fünf Kindern von Thomas O’Connor und Mary Gomble O’Connor geboren. Wie im Jahr 2014 bekannt wurde, war Mary Gomble O’Connor jüdischen Glaubens, die zum Katholizismus konvertiert war. Den Aussagen der Schwester O’Connors zufolge wuchsen die Geschwister mit den Traditionen des Judentums auf.
Mit 16 Jahren trat O’Connor in das Priesterseminar des hl. Karl Borromäus in Philadelphia ein und studierte dort Philosophie und Katholische Theologie. Zudem führten ihn Studien an die Villanova University, University of Delaware und die Katholische Universität von Amerika. An der Georgetown University erwarb er einen Abschluss in Führungsethik, klinischer Psychologie und Politikwissenschaft. Am 15. Dezember 1945 empfing O’Connor das Sakrament der Priesterweihe durch Hugh Louis Lamb, den Weihbischof in Philadelphia. Zunächst war O’Connor sieben Jahre als Seelsorger im Erzbistum Philadelphia tätig sowie Lehrer an der St. James School und der St. James School for Adults in Philadelphia sowie der University of Virginia in Charlottesville. Ab 1953 wirkte er fast 27 Jahre als Militärgeistlicher in der United States Army und der United States Navy / United States Marine Corps in Quantico (Marine Corps Base Quantico), Barstow (Marine Corps Logistics Base Barstow), Okinawasowie Korea und Vietnam. Von 1957 bis 1979 war er Chefkaplan der US-Streitkräfte im Rang eines Chief of Chaplains of the United States Navy und Konteradmirals (englisch Rear admiral).
Papst Johannes Paul II. ernannte ihn 1979 zum Titularbischof von Cursola und zum Militärbischof der US-Streitkräfte. Die Bischofsweihe spendete ihm Johannes Paul II. am 27. Mai 1979 im Petersdom selbst. Mitkonsekratoren waren der Sekretär der Kongregation für die Evangelisierung der Völker, Erzbischof Duraisamy Simon Lourdusamy, und der Substitut des Staatssekretariats, Erzbischof Eduardo Martínez Somalo. O’Connors bischöflicher Wahlspruch war There can be no love without justice (deutsch Es kann keine Liebe ohne Gerechtigkeit geben).
Am 6. Mai 1983 wurde O’Connor zum Bischof von Scranton ernannt und am 29. Juni desselben Jahres in das Amt eingeführt. Nur wenige Monate später, am 26. Januar 1984, wurde er zum Erzbischof von New York ernannt. Die Amtseinführung fand am 19. März desselben Jahres statt. Vom 26. Januar 1984 bis 16. März 1985 war er Apostolischer Administrator der US-Streitkräfte.
1983 wurde er vom Kardinal-Großmeister des Ritterordens vom Heiligen Grab zu Jerusalem, Maximilien de Fürstenberg, zum Großprior der Statthalterei USA Eastern des Ritterordens vom Heiligen Grab zu Jerusalem mit Sitz in New York ernannt.
Papst Johannes Paul II. nahm John Joseph O’Connor im Konsistorium am 25. Mai 1985 als Kardinalpriester mit der Titelkirche Santi Giovanni e Paolo in das Kardinalskollegium auf. Am 15. Januar 2000 verlor er das Recht, am Konklave teilzunehmen, als er achtzig Jahre alt wurde.
Er war 1985 Mitglied des Kardinalsrates für die Untersuchung der organisatorischen und wirtschaftlichen Probleme des Heiligen Stuhls. Am 6. November 1995 war er Päpstlicher Sondergesandter für den Nationalen Eucharistischen Kongress der Philippinen, Manila. Vom 2. bis 29. Oktober 1994 war er Teilnehmer an der IX. Ordentlichen Versammlung der Bischofssynode, Vatikanstadt und einer der drei Delegierten des Präsidenten. Am 27. Oktober 1997 war er Päpstlicher Sondergesandter bei den Abschlussfeierlichkeiten zum hundertjährigen Bestehen der Kathedrale von Melbourne, Australien. Vom 16. November bis 12. Dezember 1997 war er Teilnehmer an der Sonderversammlung der Bischofssynode für Amerika, Vatikanstadt.
O’Connor galt als konservativ und war bekannt für sein starkes Eintreten für die Rechte der Arbeiter und Armen. 
Am 3. Mai 2000 starb John O’Connor in seiner erzbischöflichen Residenz in New York an den Folgen eines Herz-Lungen-Stillstandes, der auf einen Hirntumor zurückzuführen war. Die Beerdigung fand in der St. Patrick’s Cathedral in New York statt und wurde von Kardinalstaatssekretär Angelo Sodano geleitet; die Grabrede hielt Kardinal Bernard Francis Law. Der Generalsekretär der Vereinten Nationen, Kofi Annan, Präsident Bill Clinton und die First Lady Hillary Rodham Clinton, Vizepräsident Al Gore, der ehemalige Präsident George H. W. Bush, der Gouverneur von Texas, George W. Bush, der Gouverneur von New York, George Pataki, und der Bürgermeister von New York City, Rudy Giuliani, waren unter den Würdenträgern, die an der Beerdigung teilnahmen. Er wurde in der Krypta der Metropolitan-Kathedrale beigesetzt.

## Ehrungen und Auszeichnungen
- 1957: Großoffizier des Verdienstordens der Italienischen Republik
- 1966: Ehrenprälat Seiner Heiligkeit
- 1983: Großoffizier des Ritterordens vom Heiligen Grab zu Jerusalem
- 1984: Großkreuz des Verdienstordens der Italienischen Republik
- 2000: Congressional Gold Medal der Vereinigten Staaten